# Bunești (Vâlcea)
Buneşti è un comune della Romania di 2 740 abitanti, ubicato nel distretto di Vâlcea, nella regione storica dell'Oltenia.